# Ogrodniki (rejon nowogródzki)
Ogrodniki (biał. Агароднікі; ros. Огородники) – wieś na Białorusi, w obwodzie grodzieńskim, w rejonie nowogródzkim, w sielsowiecie Brolniki.
Dawniej wieś i folwark. W dwudziestoleciu międzywojennym leżały w Polsce, województwie nowogródzkim, w powiecie nowogródzkim.